# Ковальчик, Станислав (генерал)
Станислав Ковальчик (пол. Stanisław Kowalczyk; 12 декабря 1924, Пабьянице, Польская Республика — 30 января 1998, Варшава, Польша) — польский партийно-государственный деятель, член Политбюро ЦК ПОРП, министр внутренних дел ПНР в 1973—1980. Принадлежал к окружению Эдварда Герека. Отправлен в отставку под давлением Солидарности.

## Партийность
Родился в рабочей семье. Во время нацистской оккупации работал на текстильном и химическом заводах. В октябре 1946 вступил в Польскую социалистическую партию — ответвление ППС, ориентированное на сотрудничество с коммунистами. В 1948 стал членом правящей коммунистической ПОРП.
Окончил Горно-металлургическую академию в Кракове. Параллельно прошёл обучение в Центральной партийной школе ПОРП и был зачислен в партийный аппарат.

## В экономическом аппарате
С 1950 Станислав Ковальчик занимал различные посты в экономическом отделе воеводского комитета ПОРП в Катовице (в 1953—1956 — Сталиногруд). Возглавлял в комитете сектор химической промышленности, затем отдел тяжёлой промышленности и экономический отдел. В 1960—1964 — секретарь воеводского комитета ПОРП.
В июне 1964 Станислав Ковальчик был переведён в аппарат ЦК ПОРП. С 1968 по 1971 — заведующий отделом тяжёлой промышленности и связи, в 1971—1973 — секретарь ЦК по тяжёлой промышленности. Играл заметную роль в определении экономической политики ПОРП.

## В силовом аппарате

### Назначение
Драматичные события 1970—1971 — рабочие протесты на Балтийском побережье и их силовое подавление — привели к смене партийно-государственного руководства ПНР. Эдвард Герек, сменивший Владислава Гомулку на посту первого секретаря ЦК ПОРП, начал формировать собственную команду во всех областях управления. В ходе этих изменений Ковальчик перешёл с экономического направления на силовое.
22 марта 1973 Станислав Ковальчик был назначен министром внутренних дел ПНР (его предшественник Веслав Очепка месяцем раньше погиб в авиакатастрофе). Занимал этот пост в правительствах Петра Ярошевича, Эдварда Бабюха и короткое время при Юзефе Пиньковском. В 1974 он получил звание генерала бригады, в 1977 — генерала дивизии гражданской милиции ПНР.
Станислав Ковальчик принадлежал к близкому окружению первого секретаря Герека. С 1975 по 1980 состоял в высшем органе партийно-государственной власти — Политбюро ЦК ПОРП. В 1969—1982 был депутатом Сейма ПНР в депутатском клубе ПОРП.
Был награждён орденом Строителей Народной Польши, Офицерским крестом ордена Возрождения Польши, орденом «Знамя Труда».

### Деятельность
Политика Герека характеризовалась некоторым смягчением карательной политики, социально-политическим маневрированием. Однако активная антикоммунистическая оппозиция жёстко подавлялась силами МВД.
На период министерства Ковальчика пришлось учреждение Группы «D» IV департамента МВД ПНР (ноябрь 1973). Этой секретной структуре была поручена «дезинтеграция» польской католической церкви, подавление католической оппозиции. За годы существования Группа «D» совершила ряд провокаций, нападений и убийств. Тайные акции такого рода практиковались и в отношении других оппозиционеров. Nieznani sprawcy («неизвестные преступники») подозревались в убийстве активиста студенческого движения Станислава Пыяса, обстоятельства смерти которого осталась нераскрыты.
В июне 1976 подразделения ЗОМО и Служба безопасности ПНР подавили рабочие протесты в варшавском Урсусе, Радоме, Плоцке. Сотни людей подверглись арестам и жестоким избиениям. Гибель Станислава Пыяса связывалось именно с акциями студенческой поддержки рабочих забастовок.
В августе 1980 Ковальчик как министр внутренних дел учредил оперативный штаб Lato’80, задачей которого являлось подавление массового забастовочного движения Солидарности. Однако в этот раз власти не решились на силовые действия.

### Особенности
В то же время репрессивная политика 1970-х в общественном сознании ассоциировалась не столько с министром Ковальчиком, сколько с другими функционерами МВД — заместителями министра Мирославом Милевским и Богуславом Стахурой, главным комендантом гражданской милиции Станиславом Зачковским, начальником Группы «D» Зеноном Платеком. По ряду оценок, именно генерал Милевский являлся реальным главой МВД, тогда как Ковальчик лишь формально утверждал его решения.
Сам Ковальчик не проявлял в таких действиях особой активности, ограничиваясь распоряжениями общего характера. Некоторые исследователи характеризуют Ковальчика как человека недалёкого и пассивного, послушного проводника партийного курса без собственных идей и без особых амбиций. Но именно эти черты Ковальчика привлекали Герека, желавшего иметь во главе МВД полностью управляемого функционера. По этой причине Герек отдал предпочтение Ковальчику в его конфликте с энергичным и амбициозным генералом Францишеком Шляхцицем. Был отстранён заместитель министра и начальник III (политического) департамента МВД генерал Генрик Пентек, известный как сторонник Шляхцица.
На время министерства Ковальчика пришлась операция Żelazo — криминальная афера МВД, связанная с грабежами в западноевропейских странах и последующим присвоением ценностей функционерами партийного и карательного аппарата. Однако сам Ковальчик не рассматривался как её организатор — ответственность за эти действия впоследствии была возложена на Милевского.
Представления Ковальчика о положении в стране не отличались адекватностью. В 1980 году, накануне массовых забастовок, он информировал Герека о «полном контроле» МВД над Лехом Валенсой — тогда как в секретном рапорте военной контрразведки генералу Чеславу Кищаку однозначно указывалось: Валенса стал неуправляем и опасен для режима. Такие ошибки обернулись растерянностью партийного руководства в Августе-1980.

## Отставка и кончина
Массовое движение Солидарности вынудило к отставке Эдварда Герека и его команду. Новым первым секретарём ЦК ПОРП стал Станислав Каня. 8 октября 1980 Станислав Ковальчик оставил пост главы МВД (заменён Мирославом Милевским), 2 декабря 1980 выведен из состава ЦК. До 12 февраля 1981 он формально занимал пост вице-премьера в правительстве Юзефа Пиньковского, но уже не имел реального политического влияния.
Генерал Войцех Ярузельский, возглавив Совет министров ПНР, снял Ковальчика с правительственного поста. В январе 1982, во время военного положения, Ковальчик сложил и депутатские полномочия.
Последние пятнадцать лет Станислав Ковальчик прожил сугубо частной жизнью, всячески избегая публичности. Скончался в 73-летнем возрасте, уже после смены общественно-политического строя Польши. В отличие от Милевского, Стахуры, Платека и ряда других силовиков ПОРП, к уголовной ответственности Ковальчик не привлекался.